# Крукс, Сэмми
Сэ́мьюэл Ди́кинсон Крукс (англ. Samuel Dickinson Crooks; 16 января 1908 — 3 февраля 1981), более известный как Сэ́мми Крукс (англ. Sammy Crooks) — английский футболист, выступавший на позиции крайнего правого нападающего. Известен по выступлениям за «Дерби Каунти» и национальную сборную Англии.

## Ранние годы
Крукс родился в Беарпарке, графство Дарем, в большой семье (у него было 16 братьев и сестёр). После окончания школы работал в угольных шахтах и играл за шахтёрские футбольные команды, а затем за клуб «Тау Ло Таун». Из-за начинающегося ревматизма вынужден был завершить работу под землёй. После того, как ему удалось поправить здоровье, он подписал контракт с клубом «Дарем Сити» в июне 1926 года.

## Клубная карьера
В сезоне 1926/27 провёл 16 матчей и забил 4 гола за «Дарем Сити» в Третьем северном дивизионе Футбольной лиги.
В апреле 1927 года перешёл в «Дерби Каунти» за 150 фунтов. Его официальный дебют за команду состоялся 10 сентября 1927 года в матче против «Лестер Сити». С 1927 по 1946 год провёл за «баранов» 445 официальных матчей и забил 111 голов. «Дерби Каунти» в Круксом дважды занимал второе место в чемпионате (в сезонах 1929/30 и 1935/36). Крукс считался одним из лучших правых крайних нападающих в Англии в 1930-е годы. Его неоднократно пытались подписать другие английские клубы, включая «Эвертон», «Арсенал», «Астон Виллу» и «Ньюкасл Юнайтед», однако Крукс завершил свою карьеру в «Дерби Каунти».
После того, как официальные турниры в Англии были приостановлены из-за Второй мировой войны, Крукс в качестве гостя выступал за клубы «Ноттс Каунти», «Челмсфорд Сити», «Ноттингем Форест» и «Астон Вилла». После войны продолжил играть за «Дерби Каунти» и помог своей команде выиграть Кубок Англии в сезоне 1945/46 (хотя из-за травмы не смог сыграть в финале). В конце 1946 года объявил о завершении карьеры игрока из-за травмы.

## Карьера в сборной
5 апреля 1930 года дебютировал за национальную сборную Англии в матче против сборной Шотландии. Выступал за сборную до декабря 1936 года, сыграв за неё 26 матчей. Забил за сборную 7 голов: в матчах против сборных Ирландии (20 октября 1930 года), Франции (14 мая 1931 года), Уэльса (18 ноября 1931 года), Испании («дубль», 9 декабря 1931 года), Шотландии (9 апреля 1932 года) и Австрии (7 декабря 1932 года).

## Тренерская карьера
С февраля 1946 по август 1949 года был главным скаутом «Дерби Каунти». В декабре 1949 года был назначен играющим тренером клуба «Ретфорд Таун».
В мае 1950 года стал главным тренером клуба «Шрусбери Таун», который был избран в качестве нового члена Третьего северного дивизиона. Руководил командой до июня 1954 года.
С августа по декабрь 1954 года работал скаутом клуба «Бирмингем Сити». 
В январе 1955 года стал главным тренером клуба «Грезли Роверс» в Лиге Бирмингема и окрестностей. В апреле 1957 года покинул «Роверс», приняв приглашение «Бертон Альбион». Однако уже в ноябре того же года после серии кубковых поражений ушёл в отставку с поста главного тренера «Бертона». В сезоне 1958/59 вновь был главным тренером «Грезли Роверс».
С апреля 1959 по июнь 1960 года был главным тренером клуба «Хинор Таун». С июня 1960 по май 1967 года был главным скаутом и ассистентом тренера в «Дерби Каунти». В дальнейшем работал скаутом-фрилансером, а также управлял магазином по продаже спортивной одежды в Дерби.
На протяжении 14 лет был секретарём Профсоюза футболистов.

## Достижения
«Дерби Каунти»
- Вице-чемпион Англии (2): 1929/30, 1935/36
- Победитель Кубка Англии: 1945/46

Сборная Англии
- Победитель Домашнего чемпионата Великобритании: 1929/30, 1930/31 (разделённый титул), 1931/32, 1934/35 (разделённый титул)